# Selenidium sabellae
Selenidium sabellae is een soort in de taxonomische indeling van de Myzozoa, een stam van microscopische parasitaire dieren. Het organisme komt uit het geslacht Selenidium en behoort tot de familie Selenidiidae. Selenidium sabellae werd in 1863 ontdekt door Lankester.